# Ed van der Steene
Ed van der Steene es un deportista neerlandés que compitió en vela en la clase Soling. Ganó una medalla de bronce en el Campeonato Europeo de Soling de 1990.

## Palmarés internacional
| \| Campeonato Europeo \| Campeonato Europeo \| Campeonato Europeo \| Campeonato Europeo \| \| Año \| Lugar \| Medalla \| Clase \| \| ------------------ \| ------------------ \| ------------------ \| ------------------ \| \| 1990 \| Prien (RFA) \| Medalla de bronce \| Soling \| |             |                   |        |
| Campeonato Europeo |             |                   |        |
| Año | Lugar       | Medalla           | Clase  |
| 1990 | Prien (RFA) | Medalla de bronce | Soling |